# Große Städte, Große Träume
Große Städte, Große Träume ist eine deutsche Doku-Soap aus dem Jahr 2011.

## Konzept
In der Sendung werden Menschen begleitet, die Deutschland für einen längeren Zeitraum aus unterschiedlichen Beweggründen verlassen. Ebenso werden auch Deutsche vorgestellt, die bereits länger im Ausland leben. Gezeigt wird das Alltagsleben der Personen und die Unterschiede zu Deutschland und Herausforderungen, mit denen sie sich in dem fremden Land auseinandersetzen müssen.

## Produktion und Veröffentlichung
Die Sendung wurde 2011 in Deutschland produziert. Dabei sind 15 Folgen entstanden.
Erstmals ausgestrahlt wurde die Sendung am 19. Februar 2011 auf ZDFneo. Weitere Ausstrahlungen erfolgten ebenfalls auf ZDF.

## Episodenliste
| Nr. | Titel                                                       | Erstausstrahlung |
| 1   | Karriere in New York und Auszeit in Phnom Penh              | 19. Februar 2011 |
| 2   | Crazee Burger in San Diego und Plus-Size-Model in Leicester | 26. Februar 2011 |
| 3   | Manager in Shanghai und Löwenflüsterer in Botswana          | 5. März 2011     |
| 4   | DJ in Moskau und Big Business in Südafrika                  | 12. März 2011    |
| 5   | Onlineshop in Bangkok und Kaffeebauer auf Hawaii            | 19. März 2011    |
| 6   | Model in Kapstadt und Unternehmensberater in Riga           | 26. März 2011    |
| 7   | Maskenbildner in London und verliebt auf Hawaii             | 2. April 2011    |
| 8   | Schmied in Barcelona und Hochzeit auf Hawaii                | 9. April 2011    |
| 9   | Schokoladengeschäft in Palma und Designer Sales in New York | 16. April 2011   |
| 10  | San Diego, Bukarest, Paris                                  | 30. April 2011   |
| 11  | Toronto, Bukarest, Paris                                    | 7. Mai 2011      |
| 12  | Los Angeles, Madrid, Istanbul                               | 14. Mai 2011     |
| 13  | Cairns, Madrid, Istanbul                                    | 21. Mai 2011     |
| 14  | Singapur, Edinburgh, Felanitx                               | 28. Mai 2011     |
| 15  | Botswana, Edinburgh, Felanitx                               | 4. Juni 2011     |